# (174758) 2003 VX2
(174758) 2003 VX2 (2003 VX2, 2001 DP54) — астероїд головного поясу, відкритий 14 листопада 2003 року.
Тіссеранів параметр щодо Юпітера — 3,567.